# Oeste (España)
Oeste (oficialmente Santa Baia de Oeste) es una parroquia española del municipio de Catoira, perteneciente a la provincia de Pontevedra, en la comunidad autónoma de Galicia.

## Toponimia
El lugar puede aparecer referido como «Oeste», «Santa Baia de Oeste» y «Santa Eulalia de Oeste».

## Historia
Hacia mediados del siglo XIX, el lugar, referido por entonces como una feligresía, tenía contabilizada una población de 400 habitantes. Aparece descrito en el duodécimo volumen del Diccionario geográfico-estadístico-histórico de España y sus posesiones de Ultramar de Pascual Madoz con las siguientes palabras:

OESTE (Sta. Eulalia): felig. en la prov. de Pontevedra (5 leg.), part. jud. de Caldas de Reyes (2), dióc. de Santiago (4), ayunt. de Catoira (1/8): sit. á la ziq. del r. Ulla en los confines con la prov. de la Coruña; el clima es templado y sano; los vientos mas frecuentes los del N. y S. Tiene 83 casas repartidas en el l. de su nombre llamado tambien de la Igleisa, y en los de Bayuca, Fabeira y Peñas. La igl. parr. (Sta. Eulalia) está servida por un cura de primera scenso y patronato lego del marqués de Castelar; en el atrio de la igl. se halla el cementerio. Confina el térm. N. felig. de Louro; E. la de Dimo; S. Catoira, y O. el mencinoado r. Ulla, el cual en este térm. desemboca en la ria de Arosa, estendiéndose 1/4 de leg. de N. á S. y otro tanto de E. á O.; á orillas de dicho r. hay 2 antiquísimas torres cuyo nombre es el mismo que el de la felig., se hallan muy cercanas entre sí y bastante arruinadas: tambien existe casi destruida una ermita donde se cree que desembarcó el cuerpo de apóstol Santiago conducido por sus discípulos. El terreno es de mediana calidad, comprende un monte poblado de robles, pinos y arbustos; y algunos prados naturales que prod. yerbas gramíneas y son de propiedad particular. Cruza por esta parr. un camino que desde la c. de Santiago conduce á los puertos de dicha ria de Arosa: el correo se recibe de Padron, prov. de la Coruña. prod.: trigo, maiz, centeno y algun vino de mala calidad: hay ganado vacuno; caza de perdices, liebres y conejos, y pesca de truchas. ind. y comercio: la agrícola y molinos harineros que únicamente trabajan en el invierno; el comercio consiste en la venta de algun ganado. pobl.: 83 vec., 400 alm. contr. con su ayuntamiento (V.).
(Madoz, 1849, pp. 218-219)

En 2022, tenía empadronados 747 habitantes.

## Patrimonio
Hay en la parroquia una iglesia de Santa Eulalia.